# Rio Ciurlac
O Rio Ciurlac é um rio da Romênia, afluente do Moldova, localizado no distrito de Neamţ.